# Golful Corintului

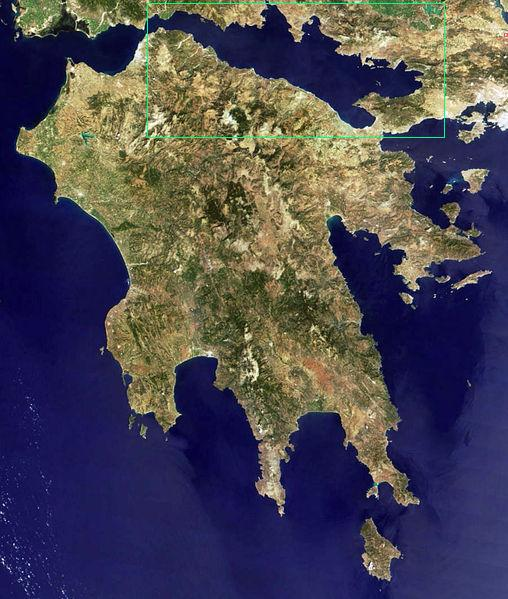
Localizarea Golfului Corintului

Golful Corintului (Κορινθιακός κόλπος Korinthiakós Kólpos în greacă), numit și Golful Corint, este un golf situat între peninsula Peloponez și Grecia continentală. Face parte din Marea Ionică. Este legat de Marea Egee prin Canalul Corint, un canal artificial dat în folosință în anul 1893.

## Golfuri și porturi
- Golful Crisaean Gulf, N
- Dombraina (Domvrena), N
- Strâmtoarea Rion V

## Orașe și localități

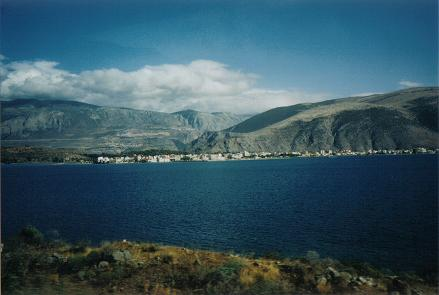
Golful Corintului

Orașele și localitățile situate lângă golf sunt:
- Naupactus (nord-vest)
- Plaja Sergoula, fără port, plajă
- Glyfada, fără port
- Spilia, fără port
- Agios Nikolaos (nord)
- Galaxidi (nord), port mic
- Itea (nord), port mic
- Kirra (nord), fără port
- Agios Vasileios, port mic
- Porto Germeno (Aigosthena), est, port mic, plaje
- Psatha, est, plajă mare
- Alepochori, (sud-est)
- Loutraki, fără port
- Corint (sud-est)
- Kiato, (sud-est)
- Xylokastron (sud)
- Derveni
- Krathio (sud-vest), fără port
- Diakopto (sud-vest), plajă town
- Aigio (sud-vest)
- Patras (sud-est), port important
- Longos (sud-vest)
- Selianitika (sud-vest)
- Akoli plajă (sud-vest)
- Kato Rodina (vest sud-vest)
- Psathopyrgos (vest)